# My Time (Fabolous)
My Time (in italiano: Il mio momento) è il secondo singolo del rapper statunitense Fabolous estratto dal quinto album Loso's Way. La canzone, prodotta dal duo di beatmaker The Runners, reca il featuring del cantante R&B Jeremih ed è stata scritta da Fabolous e dallo stesso Jeremih.
Nel ritornello e per la sua strofa, Jeremih si avvale dell'effetto Auto-Tune.

## Descrizione
Il singolo è particolarmente conosciuto per essere suonato allo Yankee Stadium prima di ogni partita. In classifica ha ottenuto complessivamente bassi risultati, nonostante le alte aspettative dopo il successo del precedente singolo Throw It in the Bag.
È stato inoltre usato come canzone portante dell'edizione 2009 dell'NBA Draft, per la première della quarta stagione dello show America's Best Dance Crew e per lo spot della serie RBI su MLB Network, sul baseball.

## Videoclip
Il videoclip è disponibile su siti come YouTube. Come quello di Throw It in the Bag, è stato anch'esso diretto da Erik White e pubblicato il 28 maggio 2009. In esso Jeremih non fa apparizione, e la canzone è tagliata di circa due minuti per rimuovere la sua strofa al di fuori del ritornello. Il video si conclude sulle note di Everything, Everyday, Everywhere, altro brano di Loso's Way. Ryan Leslie fa un cameo verso la fine.

## Classifica
| Classifica (2009)      | Posizione massima |
| ---------------------- | ----------------- |
| Stati Uniti            | 58                |
| Stati Uniti (Rhythmic) | 25                |